# 安西篤子
安西 篤子（あんざい あつこ、1927年8月11日 - ）は、日本の小説家。

## 人物
兵庫県武庫郡須磨村（神戸市須磨区）村雨町生まれ。父は福島県出身で横浜正金銀行に勤務した安西政一郎。母は東京都の出身。妹に作家の杉本晴子がいる（本項に記述）。生後間もなく父の勤務でドイツに渡り、1933年まで在住した。ドイツ滞在中、ベルリンで群衆の歓呼に応えるアドルフ・ヒトラーを目撃する（「あの日、ヒトラーを見た私」新潮社「波」2021年5月号）。帰国後の1935年、再び父の転勤で中国へ渡り、青島高等女学校を経て1941年に帰国。1945年神奈川県立横浜第一高等女学校（現・神奈川県立横浜平沼高等学校）卒。1946年冨中暁と結婚、長女、長男を儲ける。
1953年中山義秀に師事して小説を書き始め、1965年『張少子の話』で直木賞。1972年離婚。1991年十数年連れ添った恋人を失う。1993年『黒鳥』で第32回女流文学賞を受賞した。

## 受賞歴
- 1965年　『張少子の話』で第52回直木賞[1]
- 1993年　『黒鳥』で第32回女流文学賞[1]
- 1994年　神奈川文化賞[1]

## 著作
- 『張少子の話』文藝春秋新社　1965
- 『恋愛ミニ講座』山梨シルクセンター出版部 1970  「愛のミニ講座」集英社文庫
- 『一生を利口な嫁で過ごすために わがまま気ままなお嬢さん読本』日本文芸社 1973
- 『愛 愛しかた愛されかた』ロングセラーズ 1974
- 『銀の橋』旺文社 1976
- 『女人紋様』読売新聞社　1976 -旺文社文庫　1984
- 『東京』保育社　1976
- 『東京歴史散策』保育社カラーブックス,1976
- 『幸せ色の夜明け』集英社文庫コバルトシリーズ、1978
- 『悲愁中宮』読売新聞社　1978　のち集英社文庫
- 『千姫微笑』講談社　1979 - のち文庫
- 『泣かない女』家の光協会　1979
- 『女ありて』構想社　1979/千人社　1979
- 『戦国夢幻』読売新聞社（昭和世代女流短編集）1979
- 『歴史に抗う女たち』読売新聞社　1981
- 『愛染灯籠』講談社　1981 - のち文庫「愛の灯籠」1985
- 『似たひと』かまくら春秋社　1981　「古都のひと」集英社文庫
- 『淀殿　物語と史蹟をたずねて』成美堂出版　1981　のち文庫
- 『ひとりでも幸福か』海竜社 1981
- 『卑弥呼狂乱』光風社出版　1982　のち光文社文庫
- 『女の東京地図』文化出版局　1983
- 『花あざ伝奇』講談社　1983　のち文庫
- 『家康の母』読売新聞社　1983　のち集英社文庫
- 『男を成功させた悪女たち』集英社文庫 1983
- 『淀どの哀楽』秋田書店 1984 - のち講談社文庫 1987
- 『累卵』中央公論社　1985 短編集
- 『旅はびっくり箱』読売新聞社　1985
- 『歴史を彩った悪女、才女、賢女』講談社 1985 のち文庫
- 『義経の母』読売新聞社　1986 - のち集英社文庫　1989
- 『安西篤子の南総里見八犬伝』集英社(わたしの古典) 1986　のち文庫
- 『歴史のいたずら』読売新聞社　1988
- 『武家女夫録』講談社 1988　のち文庫
- 『春日局 大奥の権勢をにぎった女性の波乱の一生』新学社・全家研 1989
- 『壇ノ浦残花抄』読売新聞社　1989　のち集英社文庫
- 『今昔物語 -古典の旅』小学館　1990　「「今昔物語」を旅しよう」講談社文庫
- 『花ある季節』読売新聞社　1990　のち集英社文庫
- 『不義にあらず』講談社 1990 のち文庫
- 『油小路の血闘』読売新聞社　1991　のち小学館文庫
- 『色に狂えば』光文社文庫　1991
- 『鴛鴦ならび行く』新人物往来社　1992 短編集
- 『黒鳥』新潮社 1993
- 『龍を見た女』読売新聞社 1993 - のち講談社文庫　1997　（織田信長を女の眼から描く）
- 『恋に散りぬ』講談社 1994　のち文庫 短編集
- 『逢い逢いて』新潮社 1994 　短編集
- 『生きてきて、いま』中央公論社　1995
- 『鎌倉　海と山のある暮らし』草思社 1996
- 『愛しく候』講談社 1996
- 『空白の瞬間』集英社　1997
- 『木瓜の夢』講談社　1998　短編集
- 『女人鎌倉 歴史を再発見する15の物語』祥伝社 1998
- 『洛陽の姉妹』講談社 1999
- 『北条時宗と蒙古襲来』学研M文庫 2000
- 『黄砂と桜』徳間書店　2001 （自伝小説）
- 『柴田勝家 ひたむきに戦国乱世を駆け抜けた男』学研M文庫 2002
- 『老いの思想 古人に学ぶ老境の生き方』草思社　2003

### 編共著
- 『日本の名随筆 別巻9  骨董』（編）作品社 1991
- 『花をめぐる物語』太田治子,尾崎左永子,小池昌代,馬場あき子,星野椿共著 かまくら春秋社 2015

## 親族
杉本 晴子（すぎもと せいこ、本名：岩沢 晴子、1937年 - 2016年）は実妹。上海生まれ。立教大学卒。1983年「ぐみの木」が神奈川新聞文芸コンクール佳作。1989年「ビスクドール」で女流新人賞受賞。没するまで、長く鎌倉に住んだ。

### 著書
- 『穴』読売新聞社, 1996（「ビスクドール」を所収）
- 『鎌倉夫人』かまくら春秋社, 2000
- 『幻花』かまくら春秋社, 2003
- 『鎌倉夢幻』冬花社, 2017.5